# Infinite Flight
Infinite Flight è un simulatore di volo e di controllo del traffico aereo sviluppato da Infinite Flight LLC. È disponibile per dispositivi iOS e Android. Infinite Flight, oltre all'app stessa, ha altre attività legate ad esso, ossia la Infinite Flight Community, i Virtual Airlines o Virtual Organizations e l'IFATC. Grazie a queste e a social come YouTube, Discord, Instagram e Twitter, i giocatori possono interagire tra loro, con i creatori e con i moderatori ed anche assumere dei ruoli specifici all'interno del simulatore, come essere pilota di una compagnia aerea virtuale o diventare un controllore del traffico aereo professionista.

## Storia
Il gioco è stato sviluppato da Laura Laban e Philippe Rollin.
La prima versione viene rilasciata il 25 aprile 2011 su Windows Phone per poi debuttare su altri sistemi operativi.
Sin dall'uscita il gioco non presentava aeroporti in formato 3D. Nel 2020 gli sviluppatori annunciano attraverso una clip la loro integrazione nel gioco (v21.1).

## Gioco

### Mappa
In Infinite Flight, i giocatori che possiedono l'abbonamento, possono viaggiare lungo tutto il mondo. I giocatori senza l'abbonamento possono invece viaggiare in qualche porzione di mappa sparsa nel mondo. La mappa, per quanto riguarda il territorio in generale, è in 3D.

### Aeroporti
Nel simulatore è possibile trovare quasi tutti gli aeroporti presenti nel mondo ed è possibile viaggiare in ognuno di essi. La maggior parte degli aeroporti è sprovvisto di strutture 3D (come il Terminal aeroportuale) e di mezzi aeroportuali. Gli aeroporti che godono di questo dettaglio sono creati manualmente dagli sviluppatori del gioco e da dei volontari facenti parte dell'"Infinite Flight Airport Editing Team".

### Aeromobili
Il simulatore possiede vari aerei che differiscono per costruttore, modello e epoca. Inoltre essi sono dotati di varie livree appartenenti a diverse compagnie aeree realmente esistenti. Gli aerei che non sono da tempo aggiornati, negli updates"reworkati", un lavoro di design grafico che permettono all'aeromobile di essere visivamente più interattivo. Infatti nella cabina di pilotaggio i pulsanti si muovono e gli schermi sono funzionanti ed esternamente ci sono altre migliorie (sempre riguardo all'aspetto visivo) a elementi come il carrello d'atterraggio. Ad aprile 2023 gli aerei presenti sono i seguenti:
| Marca              | Modello |
| Airbus             | A220-300, A318-100, A319-100, A320-200, A321-200, A330-200F, A330-300, A330-900neo, A340-600, A350-900, A380-800 |
| Boeing             | 717-200, 737-700, 737-800, 737-900, 747-200, 747-400, 747-8, 747-SCA, 747-SOFIA, 757-200, 767-300, 777-200ER, 777-200LR, 777-300ER, 777F, 787-8, 787-9, 787-10, C-17 Globalmaster III, F/A-18E Super Hornet, VC-25 Air Force One |
| Bombardier         | CRJ-200, CRJ-700, CRJ-900, CRJ-1000, Dash 8 Q400 |
| Cessna             | 172, 208 Caravan, Citation X |
| Cirrus             | SR22 |
| CubCrafters        | XCub |
| Daher              | TBM-930 |
| Embraer            | E175, E190 |
| Fairchild-Republic | A-10 |
| General Dynamics   | F-16C |
| Grumman            | F-14 |
| Lockheed Martin    | AC-130, C-130H, C130J, C-130-30, F-22, P-38 |
| McDonnell Douglas  | DC-10, DC-10F, MD-11, MD-11F |
| Supermarine        | Spitfire Mk VIII |

### Abbonamento
Infinite Flight è disponibile in due versioni: la Versione Standard e la Versione Pro. La Versione Standard prevede l'accesso limitato di aeroporti e aeromobili e inoltre non è possibile volare online. Invece la Versione Pro, che costa €10,49 al mese, prevede la possibilità di volare online come pilota e controllore il traffico aereo. Inoltre si ha accesso a tutti gli aerei e aeroporti presenti nel simulatore.

### Server
Il simulatore online è dotato di tre server differenti: casual, training ed expert. Il Casual Server è quel server dove gli utenti possono fare ciò che vogliono, poiché non ci sono regole da rispettare e perciò questo è il primo server a cui avrai accesso. Per poter volare anche negli altri servono dei requisiti, come le ore di volo, gli xp e gli atterraggi effettuati. Una volta raggiunti dei determinati requisiti si avanzerà di grado e sarà possibile volare nel Training Server. In quest'ultimo vengono applicate più regole e, se non vengono rispettate, si può ricevere una "Violation" di livello 1, ossia un punto negativo che si aggiungerà alle tue statistiche. In questo server è inoltre presente l'ATC (controllo del traffico aereo), cosa che non accadeva nel precedente, ma questa è accessibile a tutti e perciò segnalare i piloti non è possibile. Avanzando di un altro grado, quindi arrivando al grado 3, si ha accesso all'Expert Server dove bisogna rispettare tutte le regole e tutto ciò che ti dice l'ATC, che, in questo caso, è accessibile solo al piccolo gruppo degli IFATC (professionisti controllori aerei). Loro hanno la possibilità di segnalarti in caso di mancato ascolto a ciò che ti è stato detto, e lo faranno con Violation di livello 2 o 3. Queste non solo avranno un maggiore impatto col tuo account, ma faranno immediatamente disconnettere il volo durante il quale si riceve la segnalazione dal server.

## Accoglienza
Nel 2014 il  New York Times lo ha definito uno dei miglior simulatore sui dispositivi mobili.

## Community
Il simulatore è dotato di un sito web, Infinite Flight Community, dove gli utenti possono interagire fra loro per discutere di argomenti riguardo a Infinite Flight o all'aviazione generale, tramite post (detti topics) o messaggi privati. Le attività disponibili sono numerose e si collegano ad altre sempre legate al simulatore, come le Virtual Airlines (o Virtual Organizations) e l'IFATC, il team di controllori del traffico aereo professionisti. Inoltre, ci sono vari livelli user nell'Infinite Flight Community: new user, basic user, member, regular e leader. Per i primi tre livelli, la promozione è automatica (nonostante gli esatti requisiti non siano accessibili al pubblico). Per i restanti serve la promozione manuale da parte di un leader. Per salire di livello è necessario aiutare l'intera Community ed essere sempre attivo. Più sali di livello, più vantaggi si avranno.

### Eventi
In Infinite Flight gli eventi sono molto comuni gli eventi. Gli eventi possono essere creati sia dai moderatori o leader del gioco sia da qualsiasi user. Quando qualcuno vuole creare un evento, scrive tutte le informazioni in un topic nell'Infinite Flight Community così che gli altri utenti possano leggerlo e partecipare. In questi topic viene scritta data, ora, rotta e compagnia aerea da utilizzare. Uno dei più grandi eventi del gioco era il Friday Night Flight, un evento creato dai leader che riuniva ogni venerdì i giocatori per effettuare rotte da/a determinati aeroporti.

### Virtual Airlines
Le Virtual Airlines (o Virtual Organizations) sono delle compagnie aeree virtuali creati dagli utenti del simulatore che puntano a creare un gruppo solido, forte e unito. Per creare una compagnia aerea virtuale basterà recarsi nel sito IFVARB (Invinite Flight Virtual Airline Regulatory Board) e fare domanda. Oltre a creare la tua compagnia, puoi entrare a far parte di una o più. I requisiti per entrare variano da compagnia a compagnia e riguardano l'età, il grado e il completamento di uno o più test.

### IFATC
L'IFATC, (Infinite Flight ATC), è un gruppo di volontari che controllano il traffico aereo nell'Expert Server. Per entrare a far parte di questo gruppo serve completare un test scritto e uno pratico. Una volta passati sarà possibile controllare nelle frequenze "Ground e Tower" e successivamente, dopo aver superato un altro test pratico, sarà anche possibile controllare nelle frequenze "Radar". Per chi vuole entrare a far parte di questo gruppo esistono un manuale da studiare e un'accademia di allenamento, così l'utente può imparare tutto quello che gli serve prima di fare i test.

### Infinite Flight Airport Editing Team
L'Infinite Flight Airport Edititing Team è un team di volontari che si occupano della creazione digitale degli aeroporti 3D del simulatore. Questo, nonostante si tratti di una vera e propria opera di design grafico, non richiede nessun requisito particolare di conoscenza in quest'ambito poiché una volta scelti (tramite una scelta casuale) si faranno dei tutorial coi quali potrai imparare come creare gli aeroporti. Attualmente le iscrizioni sono aperte al pubblico e, dei quattordici gruppi che verranno creati, tre sono già stati fatti.

## Versioni

### Versione 19.4
La versione 19.4, uscita il 9 dicembre 2019, aggiunge il tanto richiesto A350-900 oltre ad una rielaborazione completa del Cessna 172 e altre livree per l'Airbus elencato sopra.
La mappa è stata ridisegnata per fornire maggiori dettagli come confini precisi e coste in modo più efficiente. Tanti altri miglioramenti e funzioni sono stati aggiunte , come la navigazione NDB / VOR e risolti bug.

### Versione 20.1
La versione 20.1, rilasciata l'8 giugno 2020, porta con sé uno dei più grandi aggiornamenti, vengono infatti aggiunte molte novità nell'ambito della navigazione, come il VNAV e i diagrammi aeroportuali. Vi è inoltre il rework del B777 e della cabina del B737. Questo update viene chiamato Navigation Update proprio per la gran quantità di cambiamenti in quel campo.

### Versione 20.2
Nella versione 20.2, uscita il 26 ottobre 2020, viene fatto un imponete rework sulla serie B777. Viene inoltre aggiunta la nuova visuale "External/internal Drone Camera" e vengono aggiunti nuovi comandi per gli ATC. Seguono poi bug fix e aggiunte minori.

### Versione 20.3
Il 15 dicembre 2020 Infinite Flight annuncia l'uscita della versione 20.3 che prevede il miglioramento del già presente B757-200. Viene inoltre migliorato il sistema di avvicinamento.

### Versione 21.1
Con la versione 21.1, uscita il 17 maggio 2021, il simulatore introduce le strutture aeroportuali in 3D e le nuvole. Gli aeroporti tridimensionali però sono ancora pochi comparati al numero di quelli esistenti nella mappa ma, nel corso degli aggiornamenti, essi aumenteranno sempre di più. Vengono inoltre aggiunte delle livree, fatte modifiche ai messaggi ATC e corretti alcuni bug.

### Versione 21.2
La Versione 21.2 esce il 4 giugno 2021 e implementa nel simulatore 5 nuove aeroporti. Vengono corretti piccoli bug.

### Versione 21.3
Nella versione 21.3, uscita il 5 luglio 2021, oltre alla correzione di qualche bug riscontrato nel sistema operativo iOS, vengono aggiunti 27 nuovi aeroporti e vengono migliorati il sistema del navigatore e le taxiways.

### Versione 21.4
Il 26 luglio esce il quarto aggiornamento dell'anno che porta migliori, correzioni di bug, nuovi aeroporti 3D e il rework dell'Airbus A330.

### Versione 21.5
La versione 21.5, uscita il 13 settembre 2021, corregge vari bug riguardo a dei crash, migliora un aspetto audio e introduce altri aeroporti 3D, una nuova livrea per il 777-300ER, ossia quella di Korean Air, introduce una nuova regione gratis per coloro sprovvisti di abbonamento e introduce l'Airbus A330-900neo, dotato di 17 livree al momento del lancio.

### Versione 21.6
Il 20 ottobre 2021 la versione 21.6 aggiunge al simulatore nuovi aeroporti tridimensionali e nuove lingue per l'interfaccia generale. Inoltre, nell'aggiornamento si tratta anche dell'Airport System Rework.

### Versione 21.7
La versione 21.7 esce il 20 novembre 2021 e aggiunge aeroporti 3D, le "Taxiways Lines" nella mappa e vi sono migliori generali e correzioni di bug.

### Versione 21.8
L'ultima versione del 2021, oltre ad aggiungere ulteriori aeroporti 3D e correggere bug, aggiunge l'Airbus A220, dotato di 21 livree al momento del lancio.

### Versione 22.1
La prima versione del 2022, uscita il 14 febbraio del già citato anno, migliora gli aeroporti 3D aggiungendo la funzionalità dei jet bridges mobili e delle strutture aeroportuali militari. Vengono anche aggiunti nuovi aeroporti 3D, implementate nuove livree, corretti bug e migliorate le performance del simulatore.

### Versione 22.2
Il 22 marzo 2022, con l'uscita del nuovo aggiornamento, il simulatore si arricchisce grazie all'aggiunta dell'autobrake, dell'animazione del pushback truck, della livrea della compagnia aerea statunitense Avelo Airlines e di nuovi aeroporti con le strutture tridimensionali. Avvengono varie migliorie e correzioni di errori.

### Versione 22.3
Il 2 maggio 2022 viene rilasciata la versione 22.3 aggiunge diversi modelli di pushback truck, la torre di controllo dell'aeroporto di Dubai, aggiunge ulteriori aeroporti 3D e modifica o corregge performance e bug.

### Versione 22.4
La versione 22.4, uscita l'8 giugno 2022, porta con sé le luci delle taxiway e i mezzi aeroportuali animati. Oltre all'aggiunta di 39 aeroporti 3D e qualche livrea, vengono corretti dei bug.

### Versione 22.5
L'11 luglio esce la versione 22.5 che aggiunge 5 nuove livree, la possibilità di ricerca del call sign nel menu, l'aggiunta di 62 aeroporti 3D e la correzione di vari bug, tra cui uno all'aeroporto di New York John F. Kennedy.

### Versione 22.6
La versione 22.6, rilasciata il 22 agosto 2022, porta con sé il rework dell'F18, trasformato in F/A-18E/F Super Hornet e aggiornato sotto vari aspetti estetici (come il funzionamento degli schermi nella cabina di pilotaggio e gli afterburners) e altri realmente funzionanti, come il gancio di coda. Vengono inoltre aggiunte varie livree, nuovi aeroporti 3D e vengono fatte migliorie e correzioni di bug di vario genere.

### Versione 22.7
La versione 22.7, rilasciata il 13 ottobre 2022, porta novità tra cui: l'E175 rielaborato con 19 livree, 136 nuovi aeroporti 3D, vengono aggiunte nuove livree, nuova interfaccia utente della schermata iniziale, ora è possibile visualizzare notizie e aggiornamenti in tempo reale direttamente all'interno dell'applicazione, novità importanti anche nella modalità multiplayer, vi sono migliorie e correzioni di vari bug.

### Versione 22.8
L'8 dicembre 2022, viene rilasciato l'ultimo aggiornamento dell'anno in cui viene rielaborato l'E190, aggiunte nuove livree, 120 nuovi aeroporti 3D che si aggiungono alla lista aggiornata sempre più ampia, aggiunta la lingua ungherese e vari miglioramenti apportati all'interno dell'applicazione tra cui corretti alcuni bug.

### Versione 23.1
La versione 23.1 è stata rilasciata il 23 marzo 2023.
Questo aggiornamento aggiunge ben 268 aeroporti 3D, una rielaborazione di alcuni aeroporti, aggiunte alcune livree votate dalla comunità, miglioramenti delle prestazioni e altre correzioni che impedivano l'uso coretto del simulatore.